# رتالاپ
رتالاپ (به مجاری:  Rétalap) یک منطقهٔ مسکونی در مجارستان است که در ناحیه دیور واقع شده‌است. رتالاپ ۱۳٫۲ کیلومتر مربع مساحت و ۵۶۴ نفر جمعیت دارد.